# Brussel (stedelijk gebied)

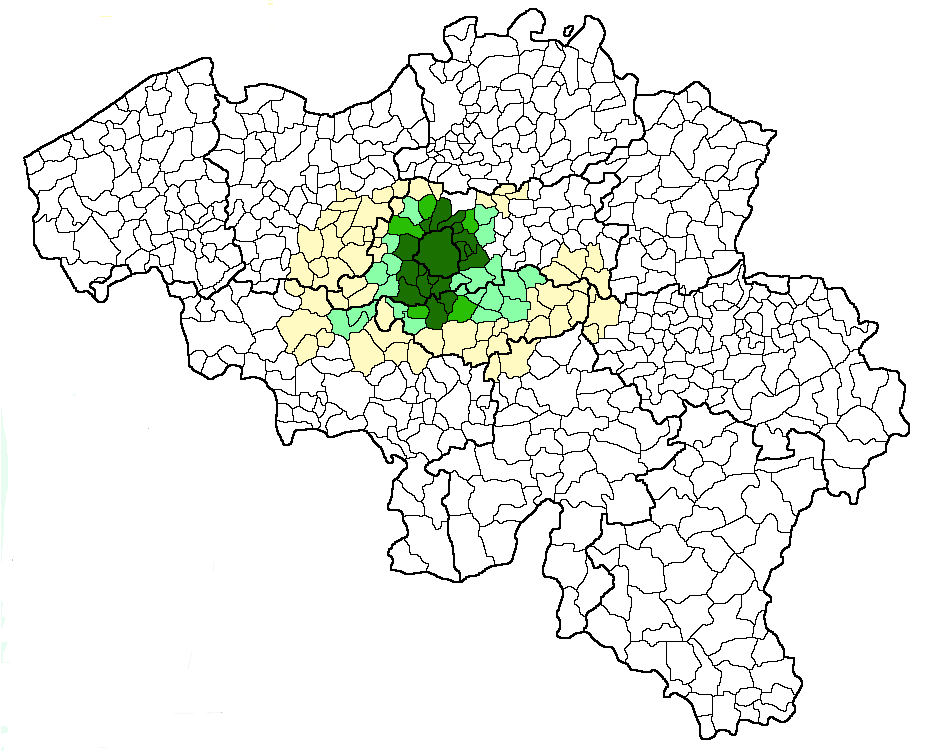
Het stedelijk gebied van Brussel
Agglomeratiegemeenten
Gedeeltelijke agglomeratiegemeenten
Banlieue
Forenzengebied

Het stedelijk gebied van Brussel bestaat uit de grootstedelijke agglomeratie en het omringende achterland dat ruimtelijk, sociaal en economisch gericht is op de hoofdstad. Binnen dit gebied, los van de administratieve grenzen, vormt de stedelijke gemeenschap een functionele eenheid op het vlak van wonen, werken, handel, onderwijs, welzijn, cultuurbeleving en ontspanning.
Aansluitend op het historische stadshart — de Vijfhoek — ontstonden in de 19e eeuw dichtbevolkte stedelijke wijken in Schaarbeek, Laken en Sint-Gillis. Samen met nog 16 andere gemeenten vormen zij de kernstad, die ongeveer overeenkomt met het Brussels Hoofdstedelijk Gewest. De stedelijke woonkern loopt verder in de stadsrand, die bestaat uit oude stadjes en dorpen die tijdens de 20e eeuw zijn vergroeid met de uitdijende stad, zoals Vilvoorde, Zaventem, Halle en Waterloo. In deze morfologische agglomeratie wonen zo'n 1,4 miljoen mensen. De buitenste zone van de stad — de banlieue — kent meer verspreide bewoning en groene ruimtes, en bevat voorsteden als Kortenberg, Asse en Waver. Het hele stadsgewest telt om en bij de 1,8 miljoen inwoners en is daarmee het grootste van het land.

## Begrippen
In de 19e eeuw — na de Belgische Revolutie — ontstonden rond de hoofdstad dichtbebouwde stedelijke wijken die samen de oude, dicht aaneengesloten kernstad vormen. Hier vindt men de grootste concentratie van de regiogebonden kleinhandel en diensten van het stadsgewest. Tussen 1830 en 1900 nam de bevolking van Brussel-stad toe van ongeveer 100.000 naar ongeveer 184.000, en verzesvoudigde het aantal inwoners van de agglomeratie van de 19 gemeenten tussen 1830 en 1910 tot ongeveer 750.000 mensen. In de jaren van 1830 tot 1870 ontstond de "eerste ring" van voorsteden: negen gemeenten — eerst Sint-Jans-Molenbeek, Sint-Joost-ten-Node, Schaarbeek en Elsene, daarna Etterbeek,  Sint-Gillis, Anderlecht, Koekelberg en Laken — verstedelijkten in deze periode. Tussen 1870 en 1910 groeide de stad verder, waardoor de "tweede ring" van voorsteden ontstond: deze bestond uit de gemeenten Vorst, Ukkel, Watermaal-Bosvoorde, Oudergem, Sint-Pieters-Woluwe en Sint-Lambrechts-Woluwe. Vier gemeenten in het noorden — Sint-Agatha-Berchem, Ganshoren, Jette en Evere — verstedelijkten ook, maar in mindere mate. De verstedelijking van de agglomeratie werkte ook in de voorsteden de verfransing in de hand.
Daarrond ligt een gebied met hoofdzakelijk 20e-eeuwse bebouwing. Dit gebied sluit fysisch aan met de centrale stad en bevat enkele secundaire handelskernen, maar heeft vooral een woonfunctie en kent nog talrijke groene ruimten. Deze stadsrand vormt samen met de centrale stad de morfologische agglomeratie of stedelijke woonkern. De buitenste zone van de stad heeft een minder stedelijk karakter maar wordt gekenmerkt door een grote mate van suburbanisatie en wordt bijgevolg de banlieue of voorstad genoemd. De werk- en schoolpendel en de migraties van en naar de rest van de agglomeratie zijn er nog relatief groot. Het stadsgewest bestaat dan uit de samenvoeging van de agglomeratie en de banlieue, en vormt de stedelijke gemeenschap waar wonen, werken, onderwijs, handel, cultuur en ontspanning zijn samengebracht.
De forenzenwoonzone heeft een nog groter geografisch bereik en is voor een belangrijk deel van de werkgelegenheid aangewezen op de stedelijke woonkern of de voorsteden.

## Samenstelling stadsgewest

### Morfologische agglomeratie

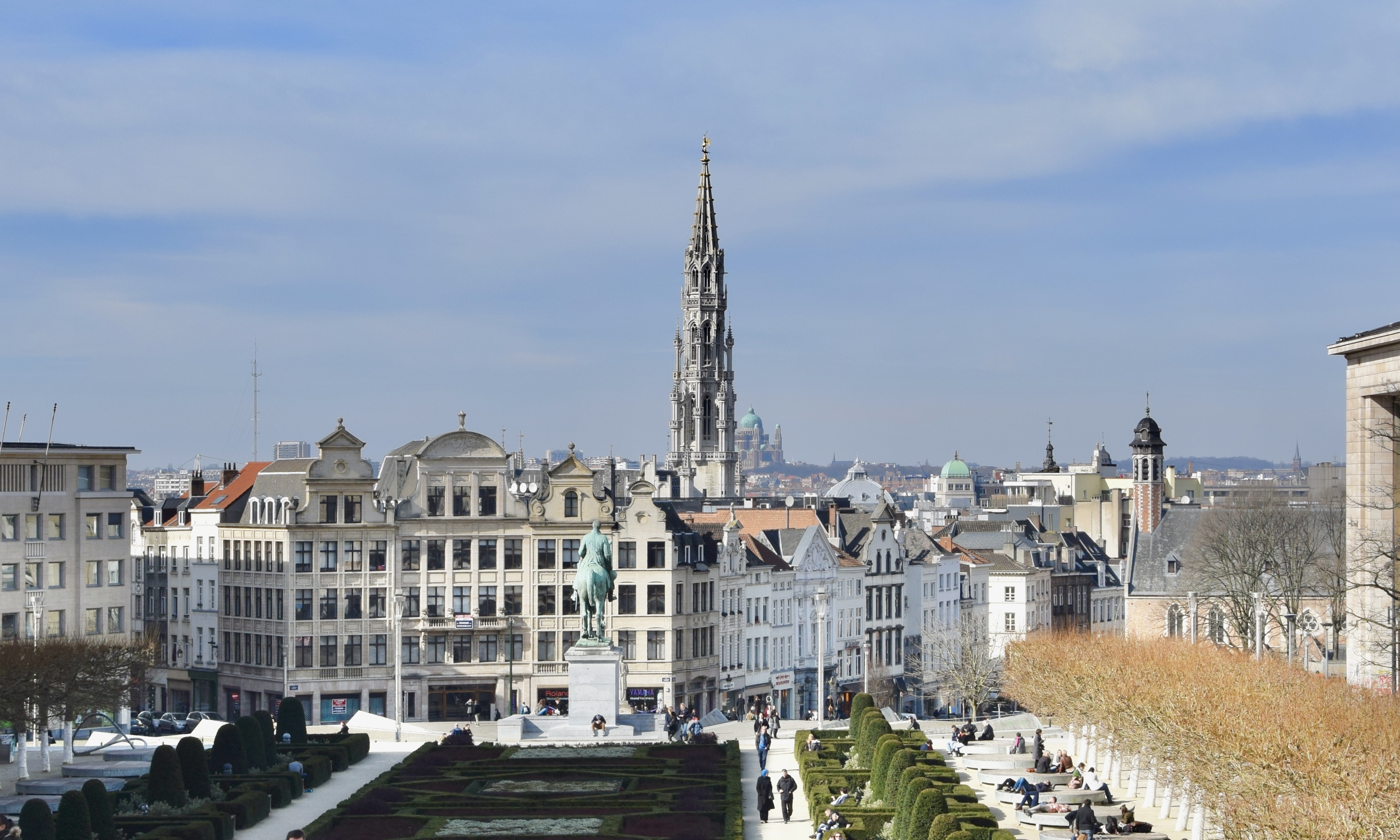
De stadskern aan de Kunstberg in het historisch centrum

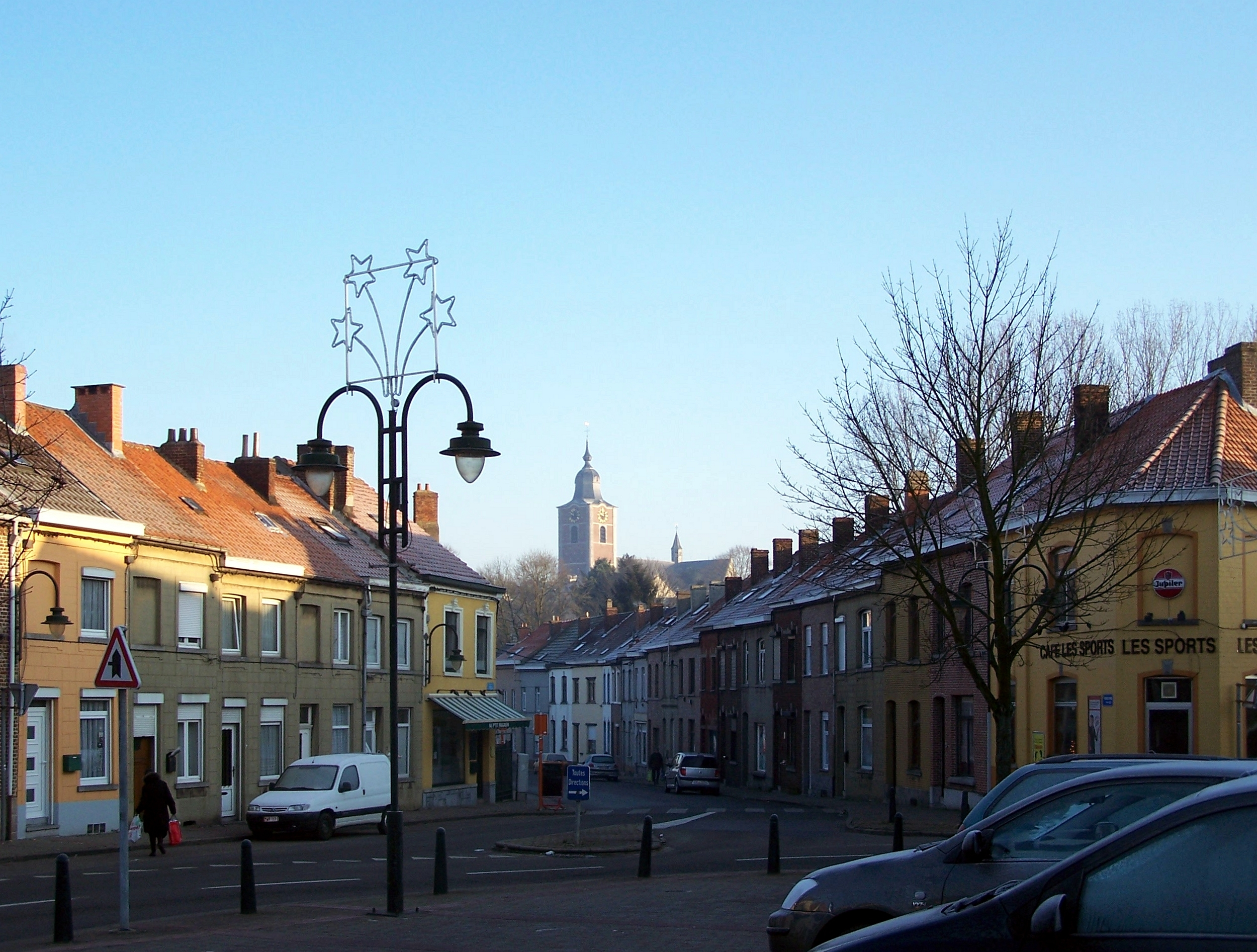
De stadsrand in Eigenbrakel (zo'n 18 km ten zuiden van het centrum), een zuidelijke uitloper van de agglomeratie

De morfologische agglomeratie — waarbij de uiterste nog aaneengesloten bebouwing in acht wordt genomen — strekt zich uit over de drie Belgische gewesten: het volledige Brussels Hoofdstedelijk Gewest, en delen van het Vlaams Gewest en het Waals Gewest.
De stedelijke woonkern van Brussel bestaat uit de 19 gemeenten van het Brussels Hoofdstedelijk Gewest (Anderlecht, Oudergem, Sint-Agatha-Berchem, Brussel, Etterbeek, Evere, Vorst, Ganshoren, Elsene, Jette, Koekelberg, Sint-Jans-Molenbeek, Sint-Gillis, Sint-Joost-ten-Node, Schaarbeek, Ukkel, Watermaal-Bosvoorde, Sint-Lambrechts-Woluwe en Sint-Pieters-Woluwe), in Vlaams-Brabant de zes faciliteitengemeenten (Drogenbos, Kraainem, Linkebeek, Sint-Genesius-Rode,  Wemmel en Wezembeek-Oppem) en negen andere gemeenten uit de Brusselse Rand (Zaventem, Beersel, Dilbeek, Grimbergen, Halle, Machelen, Sint-Pieters-Leeuw, Tervuren en Vilvoorde), en twee Waals-Brabantse gemeenten (Waterloo en Eigenbrakel).
De woonkern beslaat ook delen van de gemeentes Steenokkerzeel, Asse, Meise, Lasne en Kasteelbrakel. Aangezien minder dan de helft van de bevolking van die gemeentes woont in de centrale woonkern, worden ze niet als agglomeratiegemeentes beschouwd.

### Banlieue

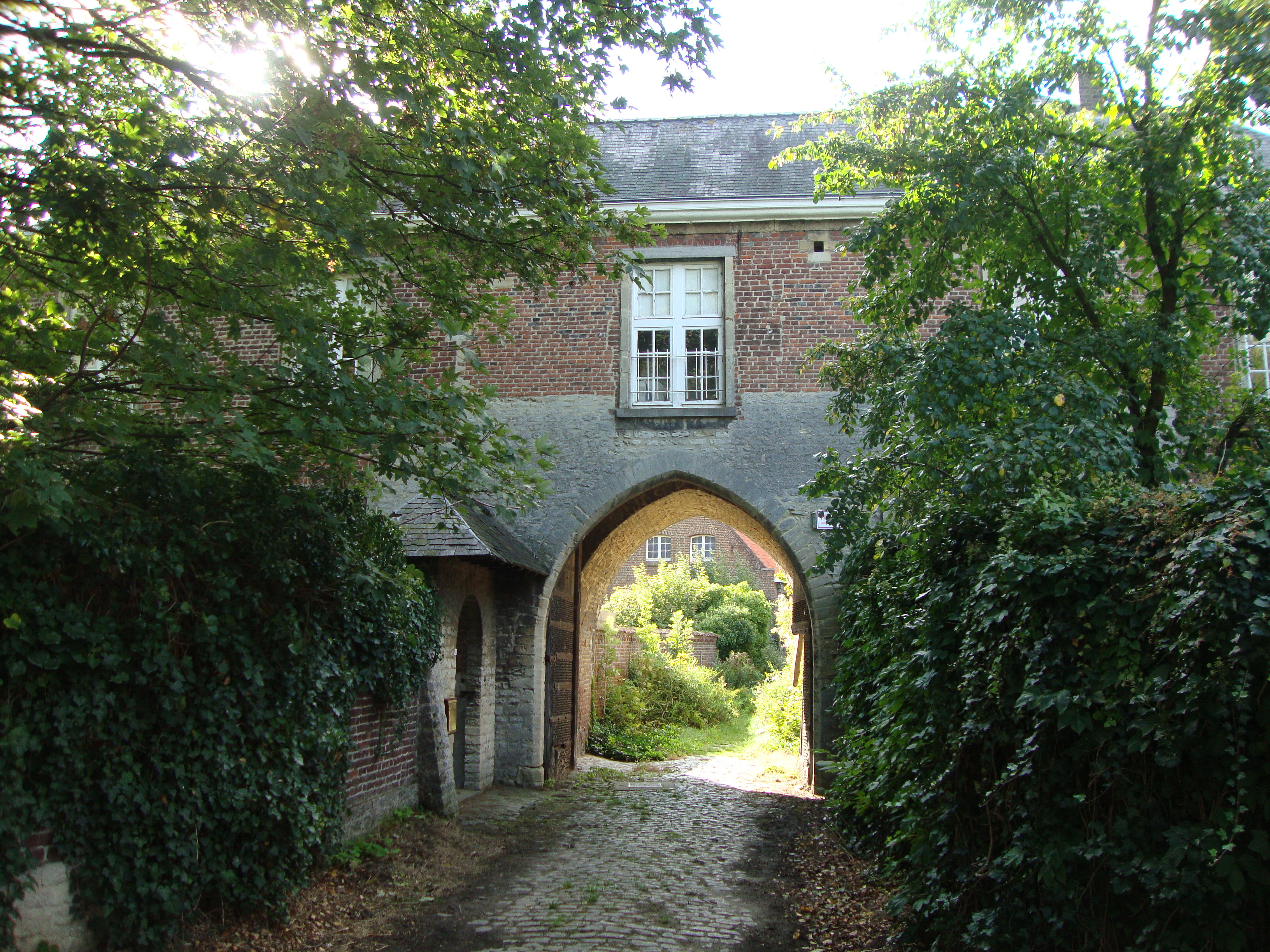
De Abdij van Kortenberg in de oostelijke banlieue (zo'n 14 km ten oosten van het centrum)

De criteria waaraan een gemeente moet voldoen om beschouwd te worden als banlieue, houden verband met de bevolkingsgroei in de voorbije decennia (groter dan 15%), het aandeel (meer dan 20%) en toename (meer dan 28% tussen 1991 en 2003) van de bebouwde oppervlakte, het mediaaninkomen van de bevolking (dat hoger moet liggen dan in de agglomeratie), de menselijke migratie van (meer dan 40% tussen 1992 en 2001) en naar (meer dan 25% in dezelfde periode) de agglomeratie, en het aandeel van de werkforenzen (meer dan de helft van de bevolking die werkt buiten de gemeente, en meer dan een kwart van de totale werkende bevolking) en schoolpendel (meer dan 35%) naar de agglomeratie.
Het voorstedelijk gebied of de banlieue bestaat uit elf Vlaams-Brabantse gemeenten uit het arrondissement Halle-Vilvoorde (Asse, Ternat, Gooik, Hoeilaart, Kampenhout, Lennik, Meise, Merchtem, Overijse, Pepingen en Steenokkerzeel) en twee van het arrondissement Leuven (Kortenberg en Huldenberg). Daarbij komen nog elf gemeenten in het noorden van Waals-Brabant (Ottignies-Louvain-la-Neuve, Rixensart, Tubeke, Waver, Bevekom, Kasteelbrakel, Chaumont-Gistoux, Graven, Itter,  Terhulpen en Lasne) en twee in Henegouwen (Opzullik en Edingen).
De banlieue van Brussel sluit aan met die van Leuven (via Bertem en Herent) en Mechelen (via Zemst). De Brusselse agglomeratie is een deel van een grotere conurbatie die de Vlaamse Ruit wordt genoemd.

### Forenzenzone

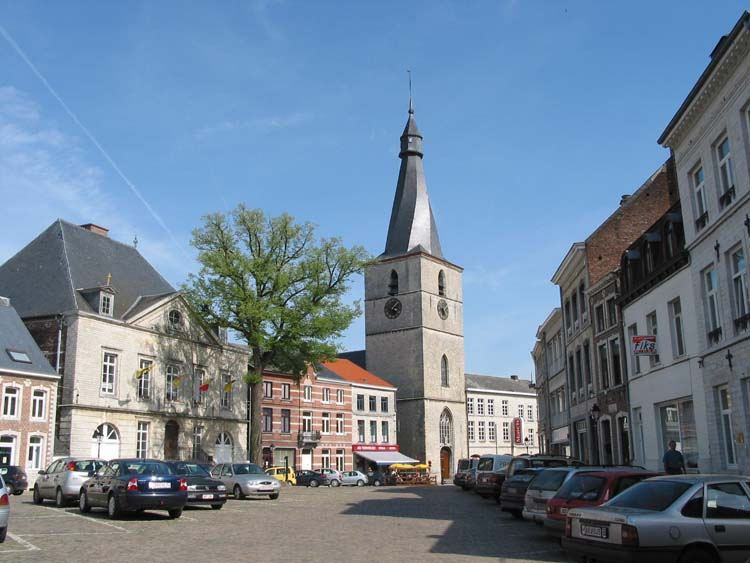
Geldenaken (zo'n 40 km ten zuidoosten van Brussel-centrum) is een forenzengemeente

Hoewel forenzengemeenten buiten het stedelijk gebied zelf liggen, zijn ze voor een substantieel deel van de werkgelegendheid afhankelijk van de stad (minstens 15% van de werkzame bevolking). Het bereik van Brussel strekt zich zo uit tot op het grondgebied van zes van de tien provincies van België. In Vlaams-Brabant zijn dit 14 gemeenten, namelijk Affligem, Bever, Boortmeerbeek, Galmaarden, Haacht, Herne, Hoegaarden, Liedekerke, Linter, Londerzeel, Opwijk, Roosdaal, Tienen en Tremelo. Ook de meeste gemeenten van de Leuvense regio kunnen tot de forenzenzone van Brussel gerekend worden. Daarnaast pendelt ook het zuidoosten van Oost-Vlaanderen, met name Aalst, Brakel, Buggenhout, Denderleeuw, Erpe-Mere, Geraardsbergen, Haaltert, Herzele, Lebbeke, Lede, Lierde, Ninove, Sint-Lievens-Houtem, Wichelen en Zottegem, eerder naar Brussel dan naar Gent.
In Wallonië bestrijkt het forenzengebied van Brussel de noordoostrand van Henegouwen (Aat, Brugelette, Chièvres, Écaussinnes, 's-Gravenbrakel, Lessen, Seneffe, Vloesberg en Zinnik), en de noordwesthoeken van de provincies Luik (Hannuit, Lijsem en Wasseiges) en Namen (Gembloers en Sombreffe). Ook Waals-Brabant heeft 14 gemeenten die weliswaar niet in de banlieue liggen, maar wel grote pendelstromen naar de hoofdstad kennen. Het gaat dan over Chastre, Court-Saint-Étienne, Geldenaken, Genepiën, Hélécine, Incourt, Mont-Saint-Guibert, Nijvel, Orp-Jauche, Perwijs, Ramillies, Rebecq,  Villers-la-Ville en Walhain.

## RUP Vlaams stedelijk gebied rond Brussel
Het Vlaams Gewest heeft een ruimtelijk uitvoeringsplan (RUP) opgesteld voor de Vlaamse Rand rond Brussel dat de verstedelijking moet sturen en tegelijk de Groene Gordel en het Nederlandstalig karakter van de streek moet beschermen. De snelle groei van de stad was een belangrijke factor in de verfransing, waardoor de taalkwestie het debat over de stedelijke ontwikkeling van Brussel en zijn hinterland bemoeilijkt. De gemeenten betrokken bij dit RUP zijn Beersel, Drogenbos, Sint-Pieters-Leeuw, Dilbeek, Asse, Wemmel, Grimbergen, Vilvoorde, Machelen, Zaventem, Kraainem, Wezembeek-Oppem en Tervuren. Sint-Genesius-Rode en Linkebeek werden tijdens de ontwikkelingsfase uit de lijst geschrapt.